# Lithostege ancyrana
Lithostege ancyrana là một loài bướm đêm trong họ Geometridae.